# Tour Epping

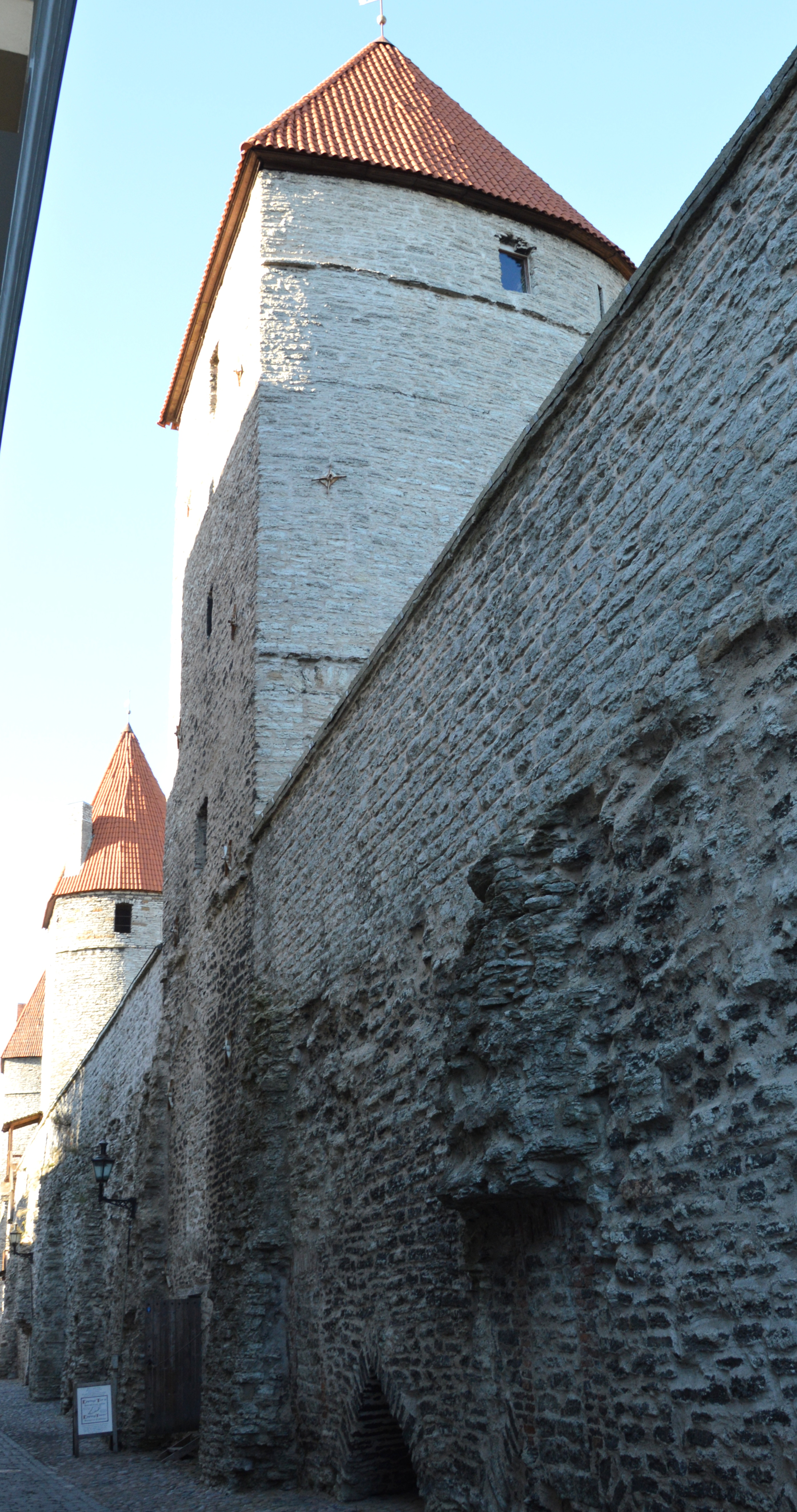
Tour Epping.

La tour Epping (en estonien : Eppingi torn) est une tour de défense des fortifications de la ville de Reval dans la capitale estonienne Tallinn.

## Architecture et histoire
La tour de défense remonte au XIVe siècle et se présente aujourd'hui une tour en forme de fer à cheval à six étages. Le nom de la tour remonte à un constructeur responsable de la tour nommé Epping .
La tour est ouverte au public. À l'intérieur, une exposition sur les armes et armures médiévales ainsi que sur l'évolution des fortifications de la ville de Reval est présentée.

## Liens web
- Epping-Turm. Dans : visitestonia.com, le site officiel du tourisme d'Estonie
- Site Web sur la tour d'Epping. Dans : eppingtower.info (anglais)